# 道格拉斯·罗德里格斯
道格拉斯·罗德里格斯（西班牙語：Douglas Rodríguez，1950年6月3日—2012年5月20日），古巴男子拳击运动员。他曾代表古巴参加1972年夏季奥林匹克运动会拳击比赛，获得一枚铜牌。他于2012年在哈瓦那去世。